# Put a Little Love in Your Heart
Put a Little Love in Your Heart – utwór z 1968 roku, napisany przez Jackie DeShannon, Jimmy’ego Holidaya i Randy’ego Myersa. W 1968 roku został wydany jako singiel, pod nazwiskiem DeShannon. Był to największy sukces amerykańskiej piosenkarki na listach Hot 100 magazynu Billboard, gdzie nagrana przez nią piosenka znalazła się na miejscu 4.

## Listy przebojów
| Kraj              | Lista (1968/1969) | Pozycja |
| ----------------- | ----------------- | ------- |
| Południowa Afryka | SA Top 20 Charts  | 1       |
| Stany Zjednoczone | Billboard Hot 100 | 4       |

## Wersja Lennox i Greena
W roku 1988 Annie Lennox i Al Green, nagrali wspólną aranżację utworu, która wydana została na singlu. Cover zarejestrowany został na potrzeby filmu Wigilijny show. Ich wersja okazała się sporym sukcesem, docierając do miejsca 9. w USA i 28. w Wielkiej Brytanii.